# Raymond Le Roux
Raymond Le Roux est un cardinal français né en Midi-Pyrénées et décédé le novembre 1325 à Avignon. Il est un parent (neveu ?) du pape Jean XXII.

## Biographie
Raymond Le Roux est protonotaire apostolique. Il est créé cardinal par le pape Jean XXII lors du consistoire du 20 décembre 1320.